# Lužani (Derventa)
Pour les articles homonymes, voir Lužani.
Lužani (en serbe cyrillique : Лужани) est un village de Bosnie-Herzégovine. Il est situé dans la municipalité de Derventa et dans la république serbe de Bosnie. Selon les premiers résultats du recensement bosnien de 2013, il compte 335 habitants.

## Démographie

### Répartition de la population par nationalités (1991)
En 1991, le village comptait 356 habitants, répartis de la manière suivante, :